# کیم یانگ جو
کیم یونگ جو، (زاده ۳۰ دسامبر ۱۹۵۷) داور فوتبال بازنشسته اهل کره جنوبی است ، که در جام جهانی ۲۰۰۲ قضاوت کرد . 